# Route nationale 161
Pour les articles homonymes, voir Route 161.
La route nationale 161 ou RN 161 était jusqu'en 2006 une route nationale française reliant Carcassonne à l'A 61. Elle a été déclassée en RD 6161.
Autrefois, la RN 161 reliait Angers à Cholet. À la suite de la réforme de 1972, son parcours a été repris par la RN 160. Depuis 2006, la RN 160 est renommée RD 160.
Voir l'ancien tracé de la RN 161 sur Google Maps

## Ancien tracé d'Angers à Cholet (D 160)
Les communes traversées sont:
- Angers (km 0)
- Les Ponts-de-Cé (km 3)
- Mûrs-Erigné (km 4)
- Saint-Lambert-du-Lattay (km 20)
- Chanzeaux (km 25)
- Chemillé (km 33)
- Saint-Georges-des-Gardes (km 41)
- Trémentines (km 45)
- Nuaillé (km 48)
- Cholet (km 55)